# Talk

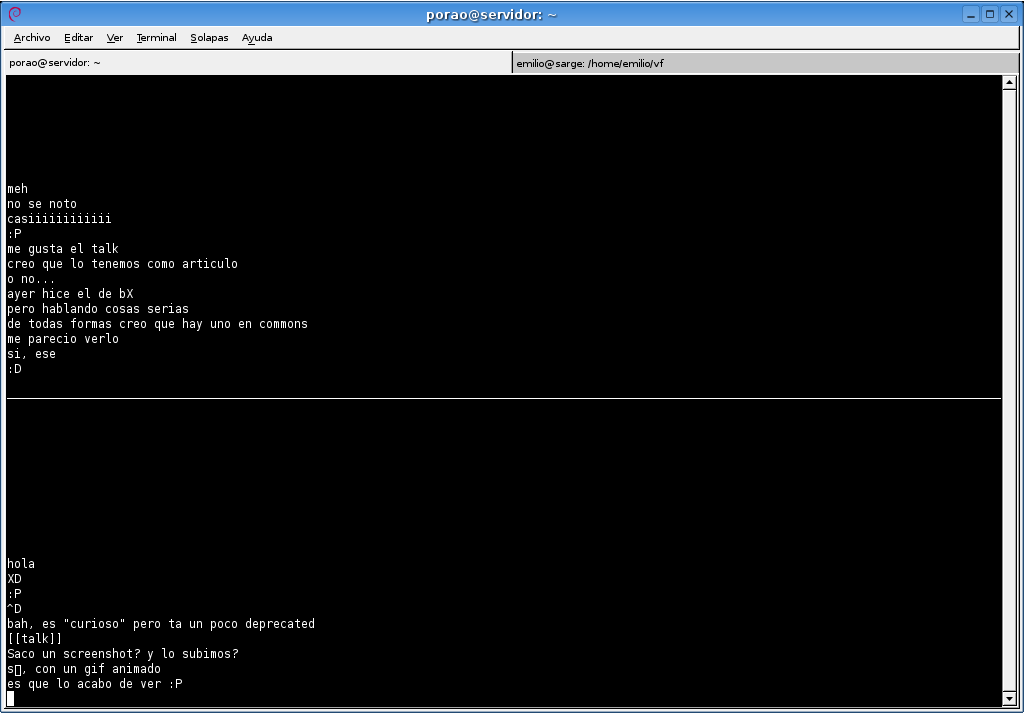
talkコマンドは1980年代から1990年代初期には人気があった

talk（トーク）は、もともとUnixが稼働している単一のマルチユーザコンピュータ上の複数のユーザ間で、ライブテキストコミュニケーションを行うためのプログラムであった。最終的には、異なるマシン上のユーザ間での電子会議を行うようになった。talkに続くプログラムには、ntalkやytalkがある。ytalkは初めて3人以上での会話が出来るようになったプログラムである。これらのプログラムは全て、インタフェースを参加者ごとに異なるセクションに区切っていた。インタフェースは、異なる参加者がタイプしたメッセージが、会話ログに再構成される順序を伝えなかった。また、これら3つのプログラムは書く文字を入力と同時に転送していたので、最近のインスタントメッセンジャーやIRCよりも会議している感じがしていた。
talkは1970年代にはDEC PDP-11コンピュータシステムで利用できた。もっとも初期の段階では、talkはユーザごとにテキストを区切っていなかった。そのため、お互いが同時にタイプすると、それぞれの文字が混ざってしまった。当時は遅いテレタイプキーボード（最大で毎秒11文字）が使用されていたので、ユーザは相手が終わるのを待つことが出来ないことがしばしばあった。長文を入力しているユーザは、相手の応答が中断した事による混信が起きた場合には入力を中止するというのが一般的なエチケットであった。これは人が話しているときに長い会話を中断するのとほぼ同じである。
最近のUnixバージョンのtalkは画面をユーザごとにゾーン分けするという技術を導入したため、テキストの混合は避けられている。
talkプロトコルで不正な形式の情報を送信する"flash"というプログラムが、不幸な標的のターミナル出力を破壊させる悪戯のために、1990年代によく使用された。これは、通常はリクエストを送信する人の名前を入力するところにターミナルコマンドを記入することで行われる。生け贄がtalkリクエストを受信すると、リクエストを送信した人の名前がスクリーンに表示される。これによりターミナルコマンドが実行され、リセットするまでディスプレイに解読できない文字を表示する。talkの最近のバージョンでは"flash"をブロックし、悪戯を試みたユーザに警告を送信するようになっている。